# 輪島大士
輪島大士（日语：／ Wajima Hiroshi，1948年1月11日—2018年10月8日），原名輪島博（日語讀音相同），日本石川縣七尾市出身的前大相撲力士，第54代横綱，身高185cm、體重132kg，血型A型，所屬的相撲部屋是花籠部屋。
他在職業生涯中贏得了總共14次優勝，他於1981年3月退役。他擔任花籠部屋的親方，但後來被迫離開相撲世界並轉向職業摔角發展。
他也是現役大相撲力士輝大士的遠親。

## 生涯
輪島博從日本大學畢業後，在1968年和1969年兩次成為業餘相撲冠軍。於1970年1月在22歲時首次亮相加入了花籠部屋，獲得了幕下付出資格，這意味著可以從第三級的幕下分部開始職業生涯。他在前14場比賽中未嘗敗績，僅在兩場比賽後就進入了十兩級別。1971年1月被提升至幕內級別。
在1971年11月場所和1972年1月場所的比賽中獲得亞軍之後，被提升為關脇並於1972年5月取得首次幕內優勝。不久之後被晉升為大關，並在1973年5月以完美的15-0戰績取得第二次優勝後被推舉成為橫綱，是自1958年實行6場所制以來晉級最快的橫綱（21場所），直至2025年才被大之里泰輝打破。
在1973年9月取得了成為橫綱後的第一個優勝，並且在1973年11月成為第一個休場同時仍然贏得了勝利的力士。他在第12天擊敗貴ノ花健士的過程中將手蹼分開，第13天護腕丟了。但仍以12勝2敗1休場的戰績取得優勝。
輪島在1974年贏得了三次優勝，但後來陷入低迷，直到1976年3月才取得另一個優勝。在二十世紀七十年代後期，他與另一位橫綱北之湖敏滿對抗，開始所謂的輪-湖時代。雖然輪島對戰北之湖有一個良好的個人記錄，在1977年底持有19-10的優勢，北之湖開始贏得他們後來的遭遇，並贏得了冠軍。輪島對北之湖的最終戰績為23-21。輪島於1980年11月取得了第14個和最後一個優勝，並於1981年3月退役。當時在歷史上僅次於北之湖和大鵬，是歷史上優勝數第三高。
輪島在很多方面都是一位非傳統的力士，而且與強大而沉默的北之湖相反。他是有史以來唯一一位以本來的姓氏為四股名的橫綱，亦是第一位擁有大學學歷的橫綱。由於他的大學背景，被暱稱為“相撲天才”。除此以外，他還有在扎髮髻之前燙髮，在巡業時住豪華酒店，將自己與諸如黑幫之類的外人聯繫並在深夜出門喝酒等反傳統的行為。

## 引退
退休後，輪島於1981年接任花籠部屋的年寄親方，娶了前任花籠親方大之海的長女，然而，他在那裡作為親方時是有爭議的。他缺乏領導素質，而且大多數時間甚至沒有住在部屋，寧願每日來到部屋訓練，花籠部屋在沒有培養出高級別力士的狀況下衰退了。在1982年他的妻子企圖自殺，最後以離婚告終，他在審判部的職務也被降職。
在1985年，因為他開業的相撲火鍋餐館失敗而出現沉重債務（親方嚴禁出任其它工作），因為債務負債累累而遭到協會同僚逼迫辭職的壓力。最後部屋關閉，其餘力士移籍放駒部屋。

## 患病與病逝
2013年，他被診斷患有咽癌並於12月接受了手術，導致他失聲。他於2016年2月參加了豐響隆太的婚禮招待會（其部屋師傅境川親方是日本大學校友）並報告說，雖然他說話有困難，但他能夠保持身體活動，每天步行50分鐘。
他於2018年10月8日在東京的家中去世，享年70歲。

## 戰績
| | 1月場所 初場所（東京） | 3月場所 春場所（大阪） | 5月場所 夏場所（東京） | 7月場所 名古屋場所（愛知） | 9月場所 秋場所（東京） | 11月場所 九州場所（福岡） |
| --- | ---------------------- | ---------------------- | ---------------------- | -------------------------- | ---------------------- | ------------------------- |
| 1970年 （昭和45年） | 幕下付出 #60 優勝 7–0  | 東 幕下 #8 優勝 7–0    | 東 十兩 #8 10–5        | 東 十兩 #4 7–8             | 西 十兩 #6 優勝 13–2   | 東 十兩 #1 9–6            |
| 1971年 （昭和46年） | 西 前頭 #11 9–6        | 西 前頭 #5 5–10        | 東 前頭 #12 11–4 敢    | 西 前頭 #2 6–9             | 東 前頭 #6 10–5        | 東 前頭 #1 11–4 敢        |
| 1972年 （昭和47年） | 東 小結 10–5 殊        | 西 關脇 9–6            | 西 關脇 12–3 殊        | 東 關脇 8–7                | 東 張出關脇 13–2 殊    | 東 大關 11–4              |
| 1973年 （昭和48年） | 西 大關 11–4           | 東 大關 13–2           | 東 大關 15–0           | 東 横綱 11–4               | 東 張出横綱 15–0       | 東 横綱 12–2–1            |
| 1974年 （昭和49年） | 東 横綱 12–3           | 東 横綱 12–3           | 東 横綱 10–5           | 東 横綱 13–2               | 東 横綱 14–1           | 東 横綱 9–6               |
| 1975年 （昭和50年） | 西 横綱大關 10–5       | 西 横綱 0–4–11         | 西 横綱 0–3–12         | 西 横綱 休場 0–0–15        | 西 横綱 10–5           | 西 横綱 11–4              |
| 1976年 （昭和51年） | 西 横綱 12–3           | 西 横綱 13–2           | 東 横綱 13–2           | 東 横綱 14–1               | 東 横綱 12–3           | 東 横綱 13–2              |
| 1977年 （昭和52年） | 西 横綱 13–2           | 東 横綱 12–3           | 西 横綱 11–4           | 西 横綱 15–0               | 東 横綱 10–5           | 西 横綱 14–1              |
| 1978年 （昭和53年） | 東 横綱 10–5           | 西 横綱 1–1–13         | 西 横綱 9–6            | 東 張出横綱 14–1           | 西 横綱 1–3–11         | 東 張出横綱 13–2          |
| 1979年 （昭和54年） | 西 横綱 10–5           | 東 張出横綱 12–3       | 東 張出横綱 12–3       | 東 張出横綱 14–1           | 東 横綱 10–5           | 西 張出横綱 10–5          |
| 1980年 （昭和55年） | 西 張出横綱 0–3–12     | 西 張出横綱 11–4       | 東 張出横綱 11–4       | 東 張出横綱 1–4–10         | 西 張出横綱 11–4       | 東 張出横綱 14–1          |
| 1981年 （昭和56年） | 東 横綱 10–5           | 西 横綱 引退 1–2–0     | x                      | x                          | x                      | x                         |
| 各欄数字按「勝-負-休場」表示。 優勝 引退 十兩･幕下 三賞：敢=敢鬬賞、殊=殊勛賞、技=技能賞 其他：★=金星 番付階級：幕内 - 十兩 - 幕下 - 三段目 - 序二段 - 序之口 幕内序列：横綱 - 大關 - 關脅 - 小結 - 前頭（「#数字」为出场顺序） |                        |                        |                        |                            |                        |                           |